# Пробуждение (Нижнекамский район)
 Пробуждение  — поселок в Нижнекамском районе Татарстана. Входит в состав Красноключинского сельского поселения.

## География
Находится в центральной части Татарстана на расстоянии приблизительно 2 км по прямой на северо-запад от районного центра города Нижнекамск в зоне садоводческих товариществ жителей Нижнекамска.

## История
Основан в 1920-х годах.

## Население
Постоянных жителей было: в 1926 — 38, в 1949 — 49, в 1958 — 54, в 1970 — 71, в 1979 — 67, в 1989 — 28, в 2002 − 10 (русские 80 %), 9 в 2010.